# Ava (Vorname)
Ava ist ein weiblicher und in Grönland männlicher Vorname unterschiedlicher Herkunft.

## Herkunft und Bedeutung

### Weiblicher Vorname
Der Frauenname Ava hat verschiedene Herleitungen:
- persisch آوا āva [ʔɒː.ˈvɒː] „Stimme“, „Klang“, „Melodie“[2][3]
- Kurzform germanischer Namen handeln, die mit dem Element awi beginnen, dessen Bedeutung unbekannt ist[4][5]
- altsächsisch aval „Kraft“, „Stärke“[6][7]
- latinisierte Form von Awe[6], einer Variante von altgermanisch *awja „Hagel“[8] oder althochdeutsch awa „Wasser“, „Strom“[9]
- Kurzform verschiedener Namen mit der Endung -ava[6]
- englische Variante von Eva[10]

### Männlicher Vorname
Der grönländische Männername Ava geht auf Aua zurück und bedeutet „kleiner Küstengeist“.

## Verbreitung

### Weiblicher Vorname
Der Name Ava [ˈeɪ.və] wurde in den USA bereits im ausgehenden 19. Jahrhundert gelegentlich vergeben, zählte jedoch nicht zu den beliebtesten Namen. Im Jahr 1918 verließ er vorerst endgültig die Top-500 der Vornamenscharts. Nachdem er im Jahr 1945 mit Rang 842 einen ersten Tiefpunkt in den Vornamenscharts erreicht hatte, nahm die Popularität des Namens wieder zu. Von 1953 bis 1955 zählte er zu den 400 meistgewählten Mädchennamen. Danach sank seine Beliebtheit erneut. Der Name geriet außer Mode und verließ Ende der 1970er und Anfang der 1980er Jahre sogar die Hitliste der 1000 meistgewählten Mädchennamen. In den 1990er Jahren stieg der Name sprunghaft in den Vornamenscharts auf. Belegte er Name im Jahr 1990 noch Rang 954 der Vornamenscharts, erreichte er zehn Jahre später bereits Rang 180. Zwei Jahre später trat er mit Rang 82 erstmals in die Top-100 der Vornamenscharts ein. Seit 2005 zählt er zu den zehn meistgewählten Mädchennamen des Landes. Als höchste Platzierung erreichte er in den Jahren 2016 bis 2020 Rang 3 der Hitliste. Im Jahr 2023 belegte er Rang 8 der Vornamenscharts.
Ein ähnliches Bild zeigt sich in Kanada. Hier trat er 2001 in die Top-100 ein und erreichte bereits vier Jahre später die Top-10, zu der er seitdem zählt. Im Jahr 2023 belegte er Rang 6 der Hitliste.
Ähnlich verheilt es sich auch in Australien, wo der Name seit 2003 zu den 100 beliebtesten Mädchennamen zählt. Im Jahr 2008 erreichte er erstmalig die Top-10. Mit Rang 3 erreichte der Name seine höchste Platzierung im Jahr 2017. Im Jahr 2023 belegte der Name Rang 6 der Hitliste.
In Neuseeland trat der Name im Jahr 2004 mit Rang 48 in die Top-100 der Vornamenscharts ein. Seit 2013 erreichte er wiederholt die Top-10. Im Jahr 2023 stand der Name in den Vornamenscharts auf Rang 11.
Auch im Vereinigten Königreich erfreut sich der Name seit der Jahrtausendwende großer Beliebtheit. In England und Wales gewann er bereits seit den 1990er Jahren kontinuierlich an Popularität. Im Jahr 2005 gewann er in den Vornamenscharts um 71 Ränge gegenüber dem Vorjahr und belegte Rang 82 der Hitliste. Seit 2011 zählt er zu den 10 beliebtesten Mädchennamen. Als höchste Platzierung erreichte er im Jahr 2018 Rang 3 der Hitliste. Im Jahr 2023 belegte er in de Vornamenscharts Rang 6. In Schottland trat Ava im Jahr 2003 in die Top-100 der Vornamenscharts ein. Bereits sechs Jahre später erreichte der Name mit Rang 2 seine bislang höchste Platzierung in den Vornamenscharts. 2023 stand er auf Rang 10 der Hitliste. In Nordirland zählt der Name seit 2005 zu den 100 beliebtesten Mädchennamen. Die Top-10 konnte er lediglich in den Jahren 2015 und 2016 erreichen. Im Jahr 2019 belegte der Name Rang 19 der Hitliste.
Der Name Ava stieg in Irland bereits im Jahr 1998 in die Top-100 der Vornamenscharts auf. Von 2006 bis 2022 zählte der Name zu den zehn beliebtesten Mädchennamen des Landes. Im Jahr 2008 stand er an der Spitze der Vornamenscharts. Zuletzt belegte er Rang 15 der Hitliste (2023).
In Frankreich zählt Ava seit 2005 zu den 500 meistgewählten Mädchennamen des Landes. Im Jahr 2020 erreichte er erstmals die Top-100 der Vornamenscharts. Im Jahr 2023 stand er auf Rang 39 der Hitliste.
Mit Rang 185 erreichte der Name in Belgien die Top-200 der Vornamenscharts erstmals im Jahr 2023.
In den Niederlanden stieg Ava im Jahr 2010 in die Top-500 der Vornamenscharts auf. Seit 2016 zählt der Name zu den 200 meistgewählten Namen des Landes (Ausnahme: Rang 204, 2020). Mit Rang 104 verfehlte er die Hitliste der 100 beliebtesten Mädchennamen im Jahr 2023 nur knapp. Im darauffolgenden Jahr sank seine Popularität auf Rang 127.
Der Name Ava zählt in Slowenien seit 2016 zur Top-100 der Vornamenscharts. Im Jahr 2023 belegte er Rang 48 der Hitliste.
In der Schweiz stieg Ava im Jahr 2014 in die Hitliste der 100 beliebtesten Mädchennamen auf. Als höchste Platzierung erreichte er im Jahr 2021 Rang 39 der Hitliste. Seitdem sank seine Popularität auf Rang 55 im Jahr 2023.
Der Name Ava [ˈaː.va] ist in Deutschland seit Mitte der 2000er Jahre geläufig. Seitdem gewann er kontinuierlich an Popularität. Mit Rang 103 erreichte der Name seine bislang höchste Platzierung im Jahr 2020. Seitdem sank seine Beliebtheit leicht, sodass er im Jahr 2004 auf Rang 107 der Vornamenscharts stand. Besonders beliebt ist der Name dabei in Hamburg und Berlin.

### Männlicher Vorname
Als Männername wird Ava gelegentlich in Schweden, Finnland, Norwegen und Dänemark vergeben.

## Varianten
Für Varianten des englischen Namens: siehe Eva (Vorname)#Varianten

### Varianten der germanischen Kurzform
- Dänisch: Awa
- Englisch: Avice, Avis
- Finnisch: Awa, Aava
- Germanisch: Aveza, Avila
- Norwegisch: Awa
- Schwedisch: Awa, Ahwa

Für Diminutive: siehe Evelina#Varianten

### Varianten des männlichen Vornamens
Alternative grönländische Schreibweisen des Namens sind Awa und Aua.

## Namenstag
Der Namenstag von Ava wird nach der Dichterin Ava von Melk am 7. Februar gefeiert.

## Namensträger

### Weibliche Namensträger
- Ava († 1127), erste deutschsprachige Dichterin
- Ava Addams (* 1979), US-amerikanische Pornodarstellerin
- Ava Willing Astor (1868–1958), US-amerikanische High Society-Lady in der New Yorker Gesellschaft, später ein Mitglied der britischen Aristokratie
- Ava Beck (* 2008), australische Tennisspielerin
- Ava Blank (* 1977), deutsche Drehbuch- und Romanautorin
- Ava Celik (* 1990), deutsche Schauspielerin türkischer Herkunft
- Ava Collins (* 2002), neuseeländische Fußballspielerin
- Ava Dalush (* 1989), britische Pornodarstellerin
- Ava DuVernay (* 1972), US-amerikanische Filmregisseurin
- Ava Gardner (1922–1990), US-amerikanische Schauspielerin
- Ava Holmgren (* 2005), kanadische Radrennfahrerin
- Ava June (1931–2013), britische Opernsängerin (Sopran)
- Ava Kolker (* 2006), US-amerikanische Schauspielerin
- Ava Markham (* 2000), US-amerikanische Tennisspielerin
- Ava Max (* 1994), US-amerikanische Popmusikerin
- Ava Mendoza (* 1983), US-amerikanische Jazzgitaristin, Bandleaderin und Komponistin
- Ava Ohlgren (* 1988), US-amerikanische Schwimmerin
- Ava Reed (* 1987), deutsche Schriftstellerin
- Ava Sophie Richter (* 2006), deutsche Kinderdarstellerin
- Ava Rochford (* 2005), irische Hochspringerin
- Ava Rose (* 1986), US-amerikanische Pornodarstellerin
- Ava Sunshine (* 2002), US-amerikanische Skirennläuferin
- Ava Vincent (* 1975), US-amerikanische Pornodarstellerin

Weiterer Vorname
- Auður Ava Ólafsdóttir (* 1958), isländische Schriftstellerin

### Männliche Namensträger
- Ava Justin Popović (1894–1979), jugoslawischer Geistlicher, Theologe der Orthodoxen Kirche